# MKJ-25
MKJ-25 – minikomputer zaprojektowany i produkowany głównie jako podstawa budowy komputerowych systemów sterowania procesami technologicznymi, a także do wykonywania obliczeń numerycznych. Architektura tego komputera oparta była na 16 bitowym słowie maszynowym. Od strony elektronicznej maszyna zrealizowana została w oparciu o technikę układów scalonych klasy TTL. 
Komputer opracowany został w 1970 roku, w Zakładach Konstrukcyjno – Mechanizacyjnych Przemysłu Węglowego z Gliwic. Zbudowany był w oparciu o szeregowy arytmometr i 6 rejestrów. Lista rozkazów języka maszynowego obejmowała 34 pozycje. Czas wykonania podstawowych operacji logicznych wynosił około 50 μs, a operacji arytmetycznych około 1,25 ms. Współpraca z obiektem odbywała się za pośrednictwem pamięci buforowej. Minikomputer ten stanowił podstawę budowy systemu kompleksowej automatyzacji S, przeznaczony do nadzoru i sterowania procesu technologicznego kopalni głębinowej węgla kamiennego. Po wdrożeniu systemu S w kopalni Jan opracowano system operacyjny SOM dla tego komputera oraz język symboliczny TUZ. Zanim to nastąpiło jego programowanie odbywało się wyłącznie w języku wewnętrznym.
W skład zestawu podstawowego wchodziły:
- jednostka arytmetyczno-logiczna (JAL) z 
  - ferrytową pamięcią operacyjną (PAO) o wielkości 8k
  - układem przerwań priorytetowych (UPP)
  - układem wejścia-wyjścia:
    - kanał standardowy
    - kanał przemysłowym
    - kanał bezpośredniego dostępu do pamięci DMA
- czytnik taśmy papierowej
- perforator taśmy papierowej
- urządzenie piszące (Teletype)

Istniała możliwość zmiany standardowej konfiguracji systemu między innymi poprzez rozbudowę pamięci operacyjnej maksymalnie do 32 k (w blokach po 4 k), dodanie zewnętrznej pamięci: dyskowej oraz pamięci taśmowej z zapisem danych na taśmie magnetycznej. System MKJ-25 do sterowania procesami technologicznymi wymagał dołączenia odpowiedniego urządzenia sprzęgającego z obiektem UZO-4, z którym (z kartami urządzenia UZO-4) jednostka arytmetyczno-logiczna komunikowała się poprzez kanał przemysłowy.
Układ sterowania komputera, który odpowiadał interpretacji rozkazów maszynowych, posługiwał się rejestrem rozkazów (16-bitów) i licznikiem rozkazów (15-bitów). JAL odpowiadała za realizację operacji arytmetycznych i logicznych na liczbach pamiętanych w kodzie uzupełnień do dwóch, przy czym mogły być one wykonywane na słowach zarówno 16-bitowych jak i 32-bitowych. To jaka operacja ma zostać wykonana określał rejestr mikrooperacji do którego z pamięci operacyjnej pobierany był kod operacji (zapisane w zerowym bloku pamięci operacyjnej). MKJ-25 miał cztery 16-bitowe rejestry arytmetyczne: RA, RB, RC, RD. Każdy z tych rejestrów dostępny był programowo, przy czym zawartość rejestrów RA i RB wyświetlana była na bieżąco na pulpicie operatora maszyny. Adres komórki PAO określany był na podstawie 12-bitowego numeru komórki w bloku adresowanym 3 bitowym numerem. 
Układ przerwań priorytetowych opierał się na 8 hierarchicznych poziomach (oznaczonych numerami 0-7). Taki układ zapewniał, że zgłoszenie przerwania o wyższym priorytecie blokowało wykonywanie programu przerwania o niższym priorytecie i uruchamiało odpowiedni program jego obsługi. Dopiero po jego wykonaniu mogło nastąpić wznowienie obsługi przerwania o niższym priorytecie. Układ ten składał się z:
- układu zerowania zgłoszenia
- rejestru zgłoszeń RZ
- układu realizacji hierarchii
- rejestru blokady BLD.

Komputer wyposażony był w pulpit operacyjny. Znajdowały się na nim wskaźniki określające stan pracy systemu komputerowego, wyświetlacze stanu rejestrów oraz klawiatura obejmująca część informacyjną i część sterującą. Oprócz pulpitu operacyjnego, maszyna wyposażona była także w pulpit techniczny.